# 3435 Boury
3435 Boury (1981 XC2) là một tiểu hành tinh vành đai chính được phát hiện ngày 2 tháng 12 năm 1981 bởi François Dossin ở Đài thiên văn Haute-Provence.